# IC 2187
IC 2187 ist eine elliptische Galaxie vom Hubble-Typ E-S0 im Sternbild Zwillinge auf der Ekliptik. Sie ist schätzungsweise 364 Millionen Lichtjahre von der Milchstraße entfernt.
Das Objekt wurde am 11. Februar 1896 von Stéphane Javelle entdeckt.